# マストドンサウルス
マストドンサウルス（学名：genus Mastodonsaurus）は、約2億4500万- 約1億9960万年前（中生代前期三畳紀［サイシアン世〈en〉］終盤オレネキアン期末 - 後期［コイパー世〈en〉］終盤レーティアン期）のパンゲア大陸の淡水域に広く分布していた、大型両生類の一種（1属）。迷歯亜綱- 分椎目- マストドンサウルス科に分類される。
最大全長約6mに達する本属は、後期三畳紀の大陸部における最大級の動物であったと考えられる。

## 呼称
属名 Mastodonsaurus は、古代ギリシア語: μαστός (mastos) 「乳房」 ＋ ὀδούς (odous; 語幹: odont-) 「歯」 ＋ σαῦρος (sauros) 「とかげ」による合成語で、乳房を思わせる円錐形の歯を指しての命名である。
しかしながら、-saurus の名に反して、本種は爬虫類ではない。これは化石の発掘当初は研究の不足から恐竜(爬虫類)だと考えられたためである。

## 生物的特徴

### 分布
化石は北アメリカ大陸、ユーラシア大陸、アフリカ大陸、および、日本列島などで発見されており、このことから、当時の超大陸パンゲアの非常に広範な地域の淡水系に分布していたことが分かっている。
日本では2006年に宮城県南三陸町歌津の唐島にある約2億4500万年前（（中生代前期三畳紀［サイシアン世〈en〉］終盤オレネキアン期末））の地層から産出した下顎骨の化石が、東京大学とドイツのシュトゥットガルト州立自然史博物館 (de) の共同研究により、2008年になってマストドンサウルスと同科レベルで近縁のものであると判明し、当地もかつてマストドンサウルス類の分布域であったことが明らかとなった。同時にこの発見によって、マストドンサウルス類の棲息年代を中期三畳紀から前期三畳紀にまで遡れることが分かった。

### 形態と生態
最大全長約6mに達する本種は、三畳紀後期の大陸部における最大級の動物であったと考えられ、当時の頂点捕食者の一つであったと見られる。
巨大な顎を具えた非常に大きく扁平な頭部、短く頑丈な胴、体格に比べて小さいが頑丈な四肢、非常に短い尾を持つ。確認される最大個体は頭骨長約1.4mにおよぶ。近年の研究ではもっと尾が長く、ワニと相似をなす体形であったのではないかとも言われている。下顎の先端に長い牙があり、口を閉じたときには口蓋にある孔を通して頭蓋骨の上にまで突き出ていた。この牙によるものらしき歯形のついた小型分椎類の化石が発見されている。また、それ以外にも咥えた獲物を逃がさないための円錐状の小さく鋭い歯を多数有していた。
旱魃によって干上がった湖底で大量死したと見られる痕跡が発見されており、おそらくは湖沼に棲息する動物で、陸に上がる能力は無かったと見られる。
水底で待ち伏せし、浅い湖では魚（サウリクティス、条鰭類、ハイギョなど）や他の小～中型両生類（Plagiosuchus、Callistomordax、Trematolestes）などの水棲動物や、水辺に近づく小さな主竜類などの陸棲動物を捕食していたと思われる。糞石（化石）の分析により、主な獲物は魚類であったらしいことが判明している。

## ギャラリー

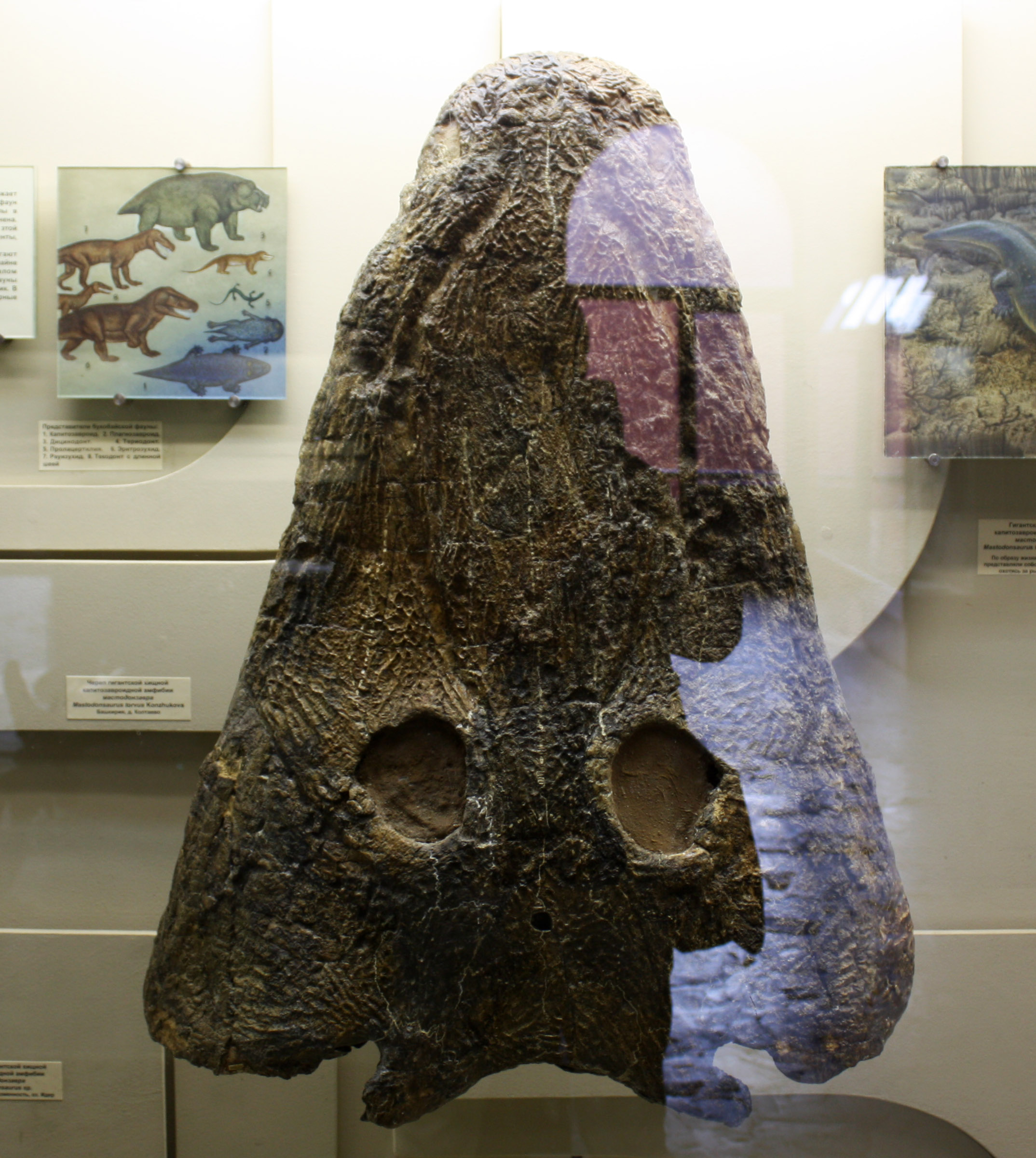
マストドンサウルスの頭蓋骨化石標本
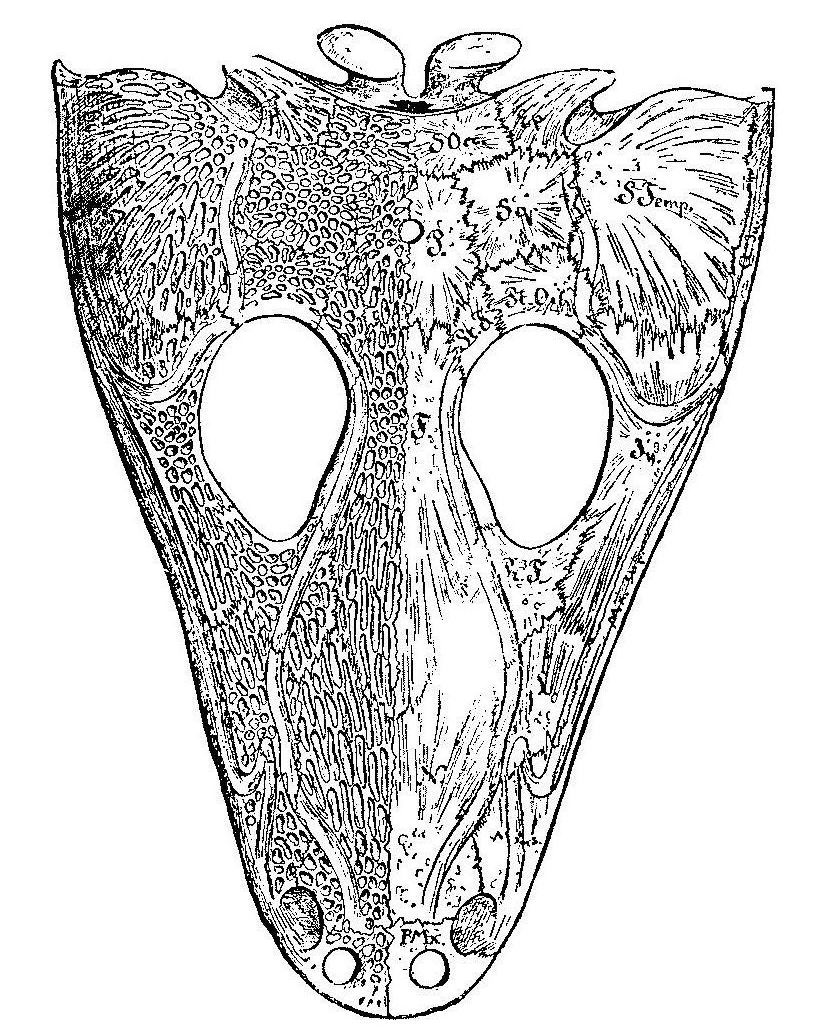
マストドンサウルスの頭蓋骨化石の図説（1892年）
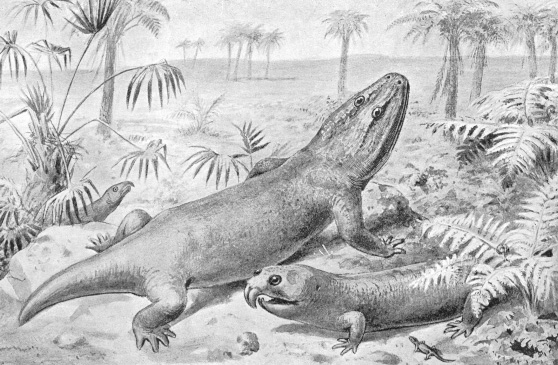
マストドンサウルス（左）とリンコサウルス類（英語版）、右） （ヨゼフ・シュミット（英語版）によって1894年に描かれた生態復元想像図 [2]）
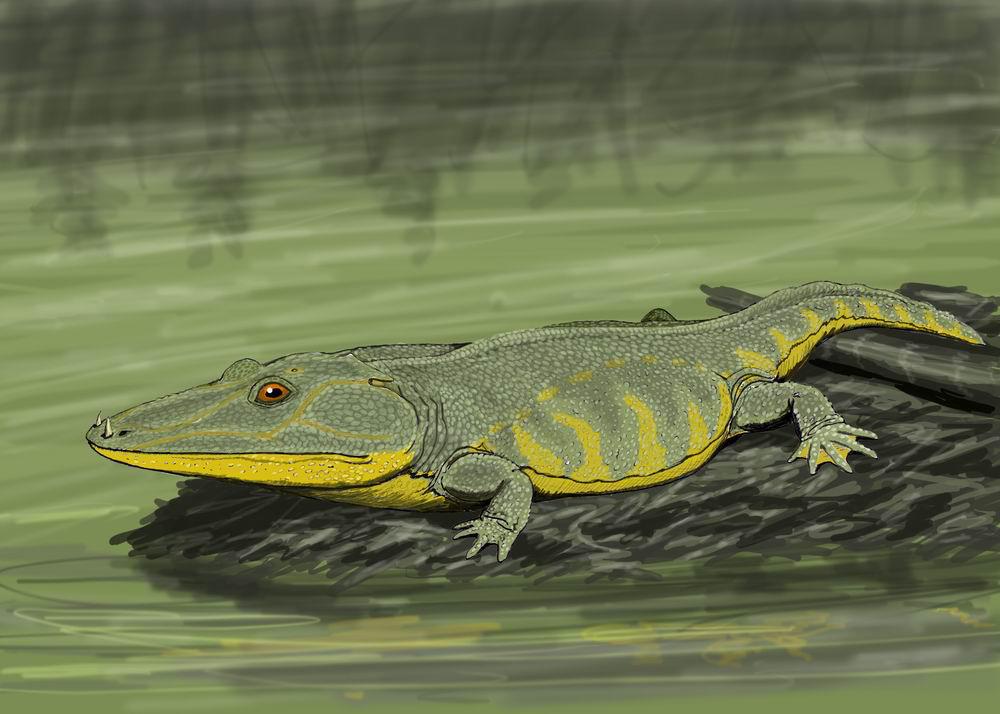
マストドンサウルス (生態復元想像図)